# Archeologisch Museum (Aarlen)
Het Archeologisch Museum van Aarlen (Frans: Musée archéologique d'Arlon) is een archeologisch museum en Gallo-Romeins museum in de Belgische stad Aarlen. Het museum werd opgericht in 1886 en is sinds 1934 gevestigd in een neoklassiek gebouw uit 1840.
De collectie komt voort uit de oprichting in 1846 van de Société pour la recherche et la conservation des monuments historiques, archéologiques et des œuvres d’art, die in de provincie archeologische voorwerpen verzamelde en die begon tentoon te stellen. Sinds 1959 is het een provinciaal museum van de provincie Luxemburg. Het museum is onderdeel van het Institut Archéologique du Luxembourg.
De permanente collectie van het museum is gewijd aan de Gallo-Romeinse periode. De collectie omvat keramiek, glaswerk, metalen voorwerpen, mozaïeken en vooral grafmonumenten. Vier museumstukken zijn erkend als Waalse topstukken, waaronder het mausoleum van Vervicius en Vervicia en het monument van de inwoners van Orolaunum (het huidige Aarlen) voor Apollo. Daarnaast beschikt het museum over een afdeling met Merovingische voorwerpen, afkomstig uit het grafveld in Aarlen.
Na een verbouwing van enkele maanden werd het museum begin 2018 heropend, waarbij vooral aandacht was besteed aan een verbeterde toegankelijkheid voor mindervaliden.

## Afbeeldingen

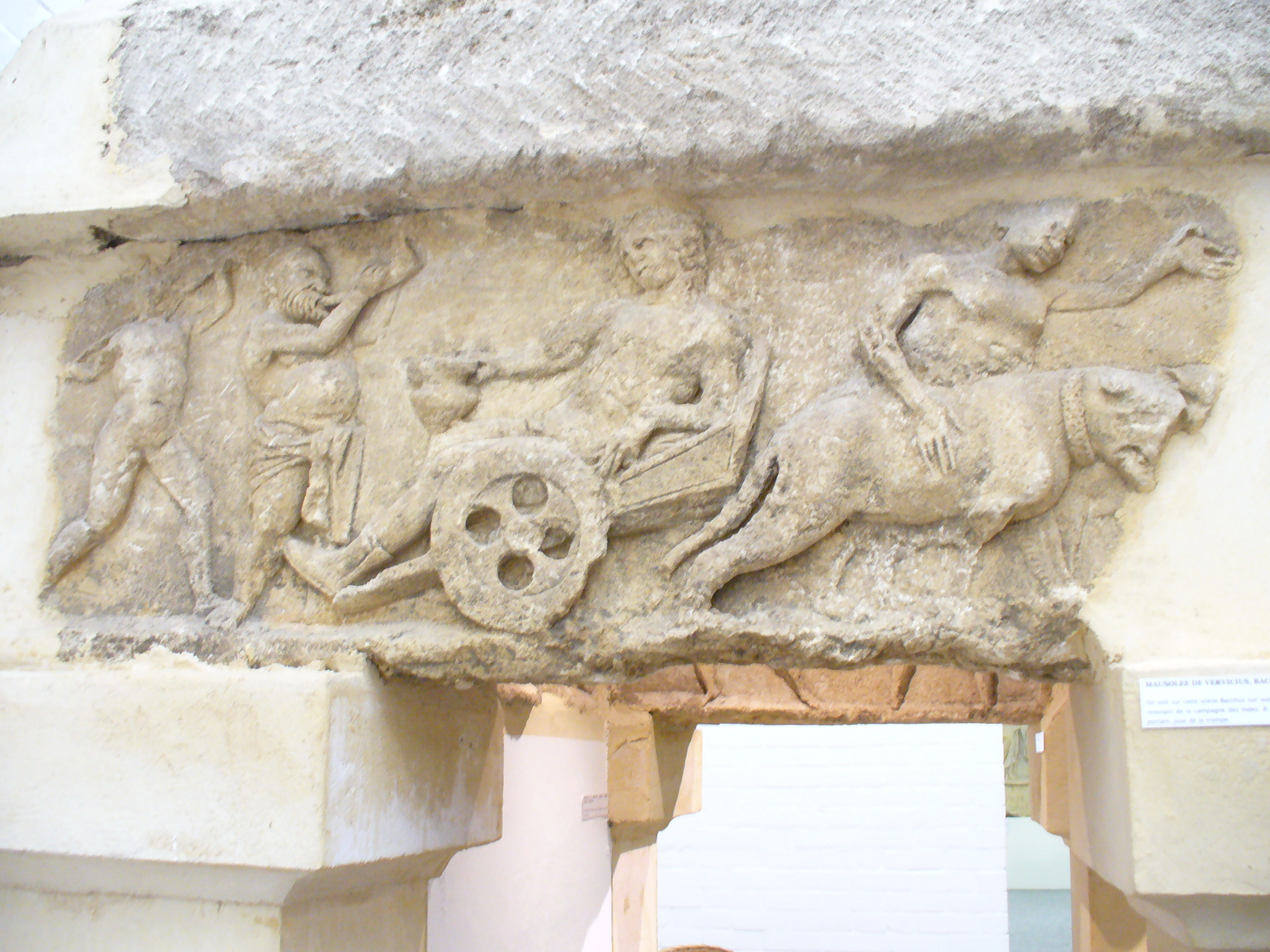
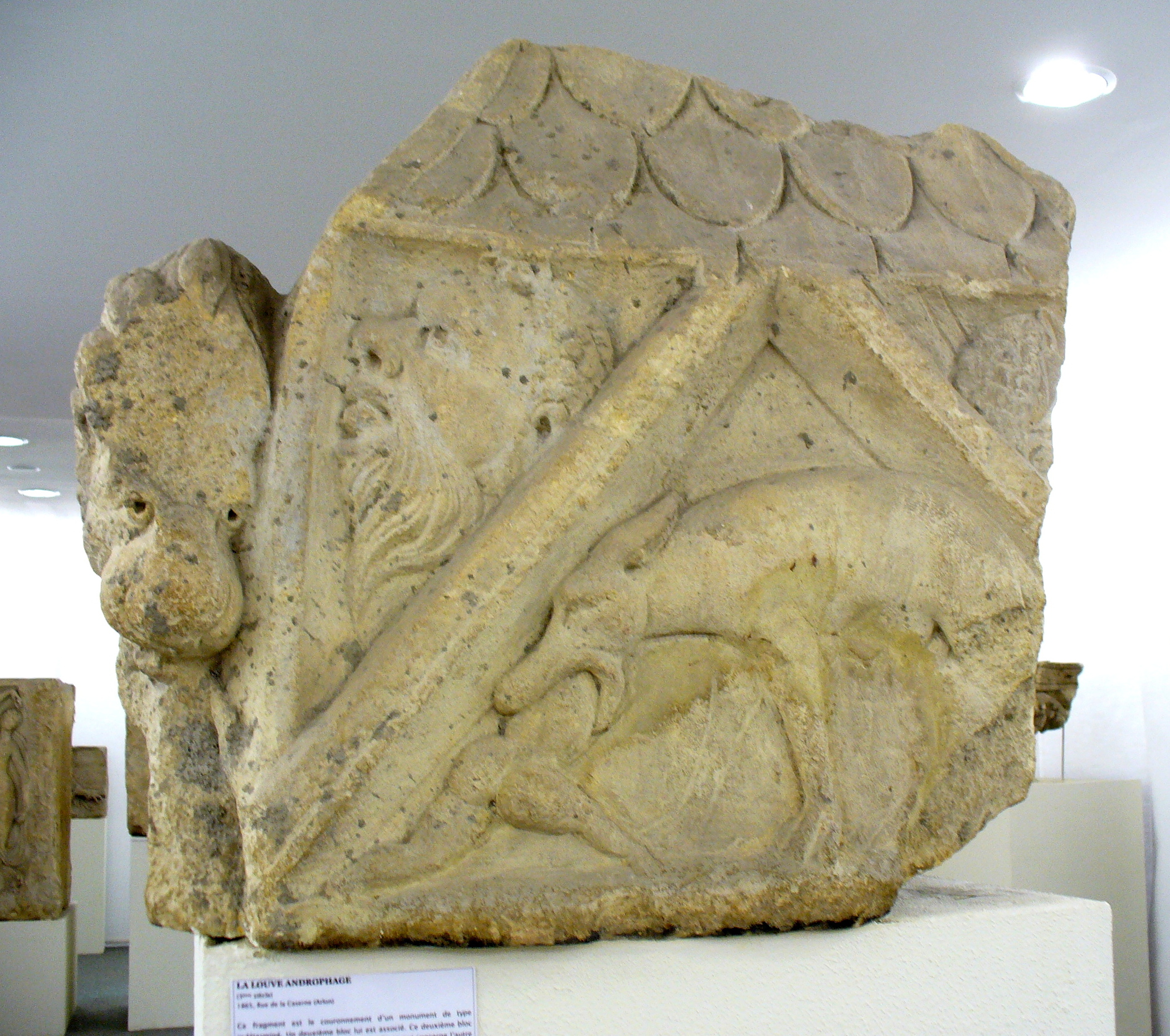
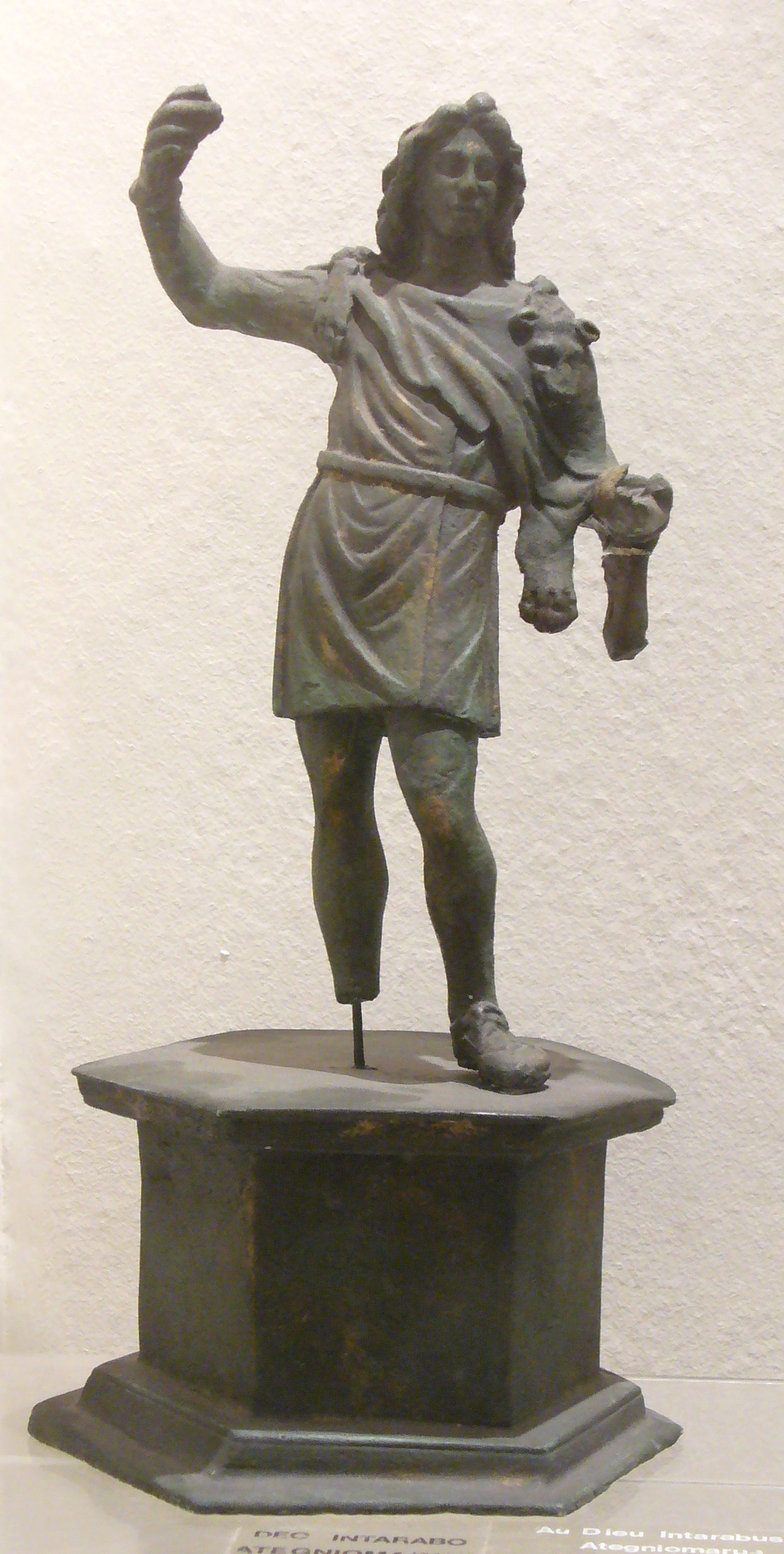